# Phyllis Coates
Phyllis Coates (eigentlich Gypsie Ann Evarts Stell; * 15. Januar 1927 in Wichita Falls, Texas; † 11. Oktober 2023 in Woodland Hills, Kalifornien) war eine US-amerikanische Schauspielerin.

## Leben
Coates, die als Teenager weg von ihrer Familie in Odessa, Texas, nach Hollywood zog, begann ihre Karriere in der Vaudeville Show von Komiker Ken Murray, wurde ein Chorus Girl und assistierte Earl Carroll, bevor sie mit den United Service Organizations auf Tournee ging.
Ihr Filmdebüt machte Coates im Jahr 1945, in den folgenden Jahren erhielt sie einige kleinere Leinwandrollen. Ab 1949 verkörperte sie regelmäßig die weibliche Hauptrolle der komödiantischen Kurzfilmreihe So you want to be … um die Figur Joe MacDokes, die von George O’Hanlon dargestellt wurde. Ihr zweiter Film innerhalb der Reihe, So You Want to Be on the Radio, und ihr neunter Film So You Think You’re Not Guilty waren für einen Oscar nominiert.
Coates war 1951 die zweite Schauspielerin, die Lois Lane auf der Leinwand verkörperte (im Film Superman and the Mole-Men) und das in der ersten Staffel (26 Folgen, 1952/53) der anschließenden Fernsehserie (Adventures of Superman) wiederholte. Als Coates für die Drehzeit der zweiten Staffel von Adventures of Superman bereits andere Filmprojekte hatte, wurde sie durch Noel Neill – die erste Darstellerin der Lois Lane – für den Rest der Serie ersetzt. Weiterhin spielte sie in B-Filmen, anderen Fernsehserien und in Serials, darunter vielen Klassikern des Trashfilms. Nach 1966 wurde es ruhiger um sie, bis sie ab 1988 wieder häufiger Angebote wahrnahm und nicht zuletzt in der Serie Superman – Die Abenteuer von Lois & Clark auftrat, wo sie Lois Lanes Mutter darstellte.
Coates war mit Regisseur Richard L. Bare (acht Monate), Robert Nelms (dreieinhalb Jahre, eine Tochter), Regisseur Norman Tokar (drei Jahre, ein Sohn) und Howard Press (24 Jahre, eine Tochter) verheiratet. Sie verstarb am 11. Oktober 2023 in Woodland Hills im Alter von 96 Jahren.

## Filmografie (Auswahl)
- 1945: So You Think You’re Allergic (Kurzfilm)
- 1948: So You Want to Be on the Radio (Kurzfilm)
- 1949: Kuß im Dunkeln (A Kiss in the Dark)
- 1949: Stern vom Broadway (Look for the Silver Lining)
- 1949: Eines Morgens in der Hopkins-Street (The House Across the Street)
- 1949: Angst vor der Schande (My Foolish Heart)
- 1950: So You Think You’re Not Guilty (Kurzfilm)
- 1950: My Blue Heaven
- 1951: Superman and the Mole-Men
- 1951: Valentino – Liebling der Frauen (Valentino)
- 1952: Sturmgeschwader Komet (Flat Top)
- 1952: Invasion gegen USA (Invasion U.S.A.)
- 1952–1953: Superman – Retter in der Not (Adventures of Superman, Fernsehserie, 24 Folgen)
- 1952–1964: Im Wilden Westen (Death Valley Days, Fernsehserie, 7 Folgen)
- 1953: Dschungel ohne Gnade (Jungle Drums of Africa)
- 1953: Zurück am Broadway (She’s Back on Broadway)
- 1953–1955: The Lone Ranger (Fernsehserie, 3 Folgen)
- 1954: The Duke (Fernsehserie, 13 Folgen)
- 1956: Kampf der Hyänen (Girls in Prison)
- 1957: Chicago vertraulich (Chicago Confidential)
- 1957: Frankensteins Tod (I Was a Teenage Frankenstein)
- 1957: Erwachsen müßte man sein (Leave It to Beaver, Fernsehserie, Folge New Neighbours)
- 1958: Die Rache des Texaners (Cattle Empire)
- 1958: This Is Alice (Fernsehserie, 38 Folgen)
- 1958–1964: Perry Mason (Fernsehserie, 3 Folgen)
- 1958–1964: Rauchende Colts (Gunsmoke, Fernsehserie, 3 Folgen)
- 1959: Black Saddle (Fernsehserie, Folge 1x04)
- 1959: The Incredible Petrified World
- 1959, 1961: Tausend Meilen Staub (Rawhide, Fernsehserie, 2 Folgen)
- 1959–1962: Die Unbestechlichen (The Untouchables, Fernsehserie, 3 Folgen)
- 1964: Die Leute von der Shiloh Ranch (The Virginian, Fernsehserie, Folge Smile of a Dragon)
- 1970: 100 Dollar mehr, wenn’s ein Junge wird (The Baby Maker)
- 1988: Das Flüstern des Todes (A Whisper Kills, Fernsehfilm)
- 1989: Geheimnisvolle Marilyn (Goodnight, Sweet Marilyn)
- 1991: Mrs. Lamberts letzte Reise (Mrs. Lambert Remembers Love, Fernsehfilm)
- 1994: Superman – Die Abenteuer von Lois & Clark (Lois & Clark: The New Adventures of Superman, Fernsehserie, Folge The House of Luthor)
- 1994: Dr. Quinn – Ärztin aus Leidenschaft (Dr. Quinn, Medicine Woman, Fernsehserie, 2 Folgen)
- 1996: Hollywood: The Movie